# Летни олимпийски игри 2032
XXXV летни олимпийски игри ще се проведат през 2032 г. в Брисбън, Австралия.

## Кандидатури
Към февруари 2019 г. кандидатури са подали следните градове:
- Германия Рейн-Рур
- Унгария Будапеща
- Русия:
  - Санкт Петербург
  - Казан
  - Сочи
- Испания Мадрид
- Нидерландия Амстердам
- Египет Кайро
- Гана Акра
- ЮАР Йоханесбург
- Индия:
  - Делхи
  - Мумбай
- Индонезия Джакарта
- Малайзия Куала Лумпур
- Сингапур
- Корея:
  - Пхенян
  - Сеул
- Китай Шанхай
- Австралия:
  - Брисбън
  - Мелбърн
- Аржентина Буенос Айрес